# Secom
Secom Co., Ltd. (セコム株式会社, Sekomu kabushikigaisha) er en multinational japansk sikkerhedsvirksomhed.
Virksomheden blev etableret i 1962 og havde navnet "Nippon Keibi Hosho" indtil 1983. I begyndelsen tilbød de vagt og patruljetjenester.